# Felix Amante

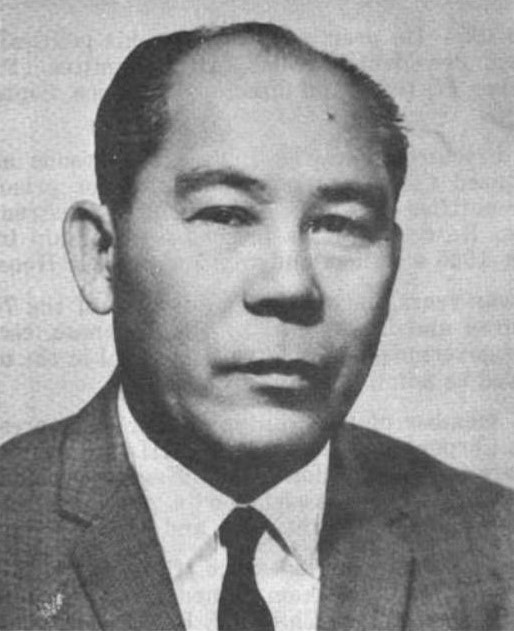
Felix Amante

Felix Amante (Pulupandan, 3 mei 1908 - Bacolod, 17 april 2001) was een Filipijns politicus.

## Biografie
Felix Amante werd geboren op 3 mei 1908 in barangay Putik in Pulupandan, Negros Occidental. Zijn ouders waren Eulogio Amante en Francisca Palcorin. Amante studeerde rechten aan Philippine Law School en voltooide in 1934 zijn bachelor-diploma. Het jaar erna slaagde hij voor het toelatingsexamen (bar exam) van de Filipijnse balie. Van 1936 tot 1945 was Amante vrederechter in La Carlota.
Tijdens de Tweede Wereldoorlog werd Amante gevangengenomen door de Japanners. Hij ontsnapte en sloot zich aan bij de opstandelingen in de bergen bij La Carlota. Na de oorlog bekleedde Amante van 1945 tot 1946 de positie van assistent provinciaal aanklager (fiscal). In 1949 werd hij benoemd tot rechter in Bacolod. Deze functie vervulde hij tot hij in 1949 voor een jaar werd aangesteld als technisch assistent van president Elpidio Quirino.
In 1951 werd Amante benoemd tot burgemeester van de stad Bacolod. Later dat jaar was hij de eerste gekozen burgemeester van de stad met een termijn tot eind 1954. In december 1955 was hij nogmaals kort burgemeester van de stad. Tijdens zijn burgemeesterschap werd hij in 1953 tevens benoemd tot gouverneur van de provincie Negros Occidental. Deze functie bekleedde hij tot 1954.
Nadien was Amante werkzaam als advocaat tot hij in 1962 werd benoemd tot voorzitter van een presidentiële commissie tegen corruptie. Na enkele maanden werd hij echter al benoemd tot directeur van het gevangeniswezen. Deze functie bekleedde Amante totdat hij in 1965 namens het 2e kiesdistrict van Negros Occidental werd gekozen in het Filipijns Huis van Afgevaardigden. Zijn termijn in het Huis duurde tot 1969.
Amante overleed op 17 april 2001 op 92-jarige leeftijd tijdens een brand in zijn woning. Hij was vanaf 1936 getrouwd met Salud Torrecarion en kreeg met haar zeven kinderen. Na haar dood hertrouwde hij in 1961 met Adela Sanz. Met haar kreeg hij vier kinderen.